# Smittina euparypha
Smittina euparypha is een mosdiertjessoort uit de familie van de Smittinidae. De wetenschappelijke naam van de soort is voor het eerst geldig gepubliceerd in 1921 door Marcus.